# Henri-Louis Manceron
Pour les articles homonymes, voir Manceron.
Henri-Louis Manceron (Lorient, 19 juin 1848 - Paris, 27 octobre 1917) est un vice-amiral français.

## Biographie
Henry Louis Manceron est le fils de Louis Alfred Manceron, capitaine d'artillerie de marine, et de Marie La Prairie. Il est le grand-père des écrivains Geneviève et Claude Manceron ainsi que l'arrière-grand-oncle de l'historien Gilles Manceron. 
Il entre à l'École navale en octobre 1864 et en sort aspirant de 2e classe en août 1866. Aspirant de 1re classe (octobre 1867), il embarque sur le Jean Bart puis sur le transport-écurie Aveyron et est nommé enseigne de vaisseau en octobre 1869. Il passe alors sur l'aviso à roues Kien-Chan puis sur la canonnière Frelon durant la guerre de 1870.
Élève de l’École de tir de Châlons (1875), il sert sur la canonnière Gladiateur (1875-1876) puis sur la corvette à roues Euménide (1876-1877) et est promu lieutenant de vaisseau en août 1877.
De 1879 à 1881, il est sur le croiseur Châteaurenault puis est élève de l’École de Canonnage en 1882-1883 et sert sur le Mytho de 1883 à 1886 durant la campagne du Tonkin avant de prendre le commandement de la canonnière Hache.
Capitaine de frégate (décembre 1886), second du croiseur Sfax (1887-1889) puis du cuirassé Hoche (1889-1891), il commande de 1891 à 1893 le croiseur Duchaffault et est nommé capitaine de vaisseau en juillet 1893. Il commande alors le cuirassé Suffren (1894-1895), le garde-côtes Jemmapes (1896-1898) et le croiseur, navire-école d'application des aspirants Iphigénie avant d'enter en 1900 au Conseil des travaux.
Chef d'état-major de l'escadre de Méditerranée sur le cuirassé Saint-Louis (1902), il est nommé contre-amiral en juin 1903 et dirige l’École supérieure de la marine. Il commande en 1905 une division de l'escadre de Méditerranée sur l'Iéna et, après l'explosion par accident du Iéna à Toulon en 1907, passe sur le Saint-Louis.
Vice-amiral (octobre 1908), chef d'état-major par intérim (1909), il prend sa retraite en janvier 1913.

## Récompenses et distinctions
- Chevalier (28 décembre 1882), Officier (29 décembre 1889), Commandeur (30 décembre 1906) puis Grand Officier de la Légion d'honneur (31 décembre 1912).

## Référence
1. ↑  « Henri Louis Manceron Le Vice-Amiral : généalogie par Alain Garric », sur Geneanet (consulté le 18 mai 2023)